# Benediktas Vilmantas Rupeika
Benediktas Vilmantas Rupeika (* 24. März 1944  in Saušilis, Rajongemeinde Telšiai) ist ein litauischer Politiker und Journalist.

## Leben
Nach dem Abitur in der Žemaitė-Mittelschule Telšiai absolvierte er das Diplomstudium der Journalistik an der Vilniaus universitetas.
Er arbeitete  in den Rajonzeitungen „Naujas gyvenimas“ in Prienai und „Komunistinis rytojus“ (Rajongemeinde Alytus). Von 1969 bis 1990 und ab 1997 arbeitete er bei Lietuvos radijas ir televizija als Korrespondent, Redakteur der Informationssendungen, Abteilungsleiter, Politik-Kommentator, Autor und Moderator der Radio-Sendung „Kaip žmonės gyvena“.
Von 1990 bis 1996 war er Mitglied im Seimas.
Er war Mitglied der Lietuvos demokratinė darbo partija.

## Auszeichnungen
- 2012: Petras-Babickas-Preis, Lietuvos žurnalistų sąjunga und Rajongemeinde Kaunas.